# Федеративна хартія
Федеративна хартія 1291 року (нім. Bundesbrief) — документ, що оформив присяжний союз лісових кантонів Швіц, Урі й Унтервальден і поклав основу формування Швейцарської Конфедерації.
Федеративна хартія була підписана представниками трьох альпійських кантонів після смерті короля Німеччини Рудольфа I Габсбурга 1291 року, який намагався відновити владу Габсбургів у регіоні. Відповідно до хартії жителі Швіцу, Урі й Унтервальдену зобов'язувалися надавати один одному військову допомогу проти будь-якої зовнішньої агресії. Хоча укладення союзу кантонів цілком перебувало в рамках загальноєвропейського комунального руху, пізніше Федеративна хартія стала розглядатися як фундаментальний документ, що заклав основу Швейцарської конфедерації, а орієнтовна дата її підписання — 1 серпня — була проголошена національним святом Швейцарії.